# Commiphora gorinii
Commiphora gorinii är en tvåhjärtbladig växtart som beskrevs av Emilio Chiovenda. Commiphora gorinii ingår i släktet Commiphora och familjen Burseraceae. Inga underarter finns listade i Catalogue of Life.